# Isolasia caovansungi
Isolasia caovansungi är en fjärilsart som beskrevs av Ronkay, Hreblay och Peregovits. Isolasia caovansungi ingår i släktet Isolasia och familjen nattflyn. Inga underarter finns listade i Catalogue of Life.